# 対ゲリラ作戦
対ゲリラ作戦（たいゲリラさくせん、英: Counter Guerrilla）は、遊撃行動（ゲリラ活動）をとる敵に対処するための作戦をいう。しばしば対反乱作戦に含まれる。

## 概要
まずゲリラ作戦では遊撃行動、すなわち持続的・断続的に小規模な戦闘行動を実行することで敵を物的・心的に消耗させる。これに対抗するためにはまず情報収集が不可欠である。敵の指揮官、構成員、作戦、イデオロギー、政治的目的、資金、武器などについて把握する必要があり、このような情報は地元警察や一般人から入手しなければならない。
把握した情報を分析してからは偵察・捜索で遊撃拠点、構成員、地形に関する情報を更新しつつ、パトロールで敵の遊撃行動や移動を発見・追跡し、強襲と伏撃で敵の策源地などの戦略要点・要線を破壊していく。ただしこの作戦には民間人の支持が絶対に必要であり、戦闘行動は民間人を巻き込まないように注意を要する。もし民間人を巻き添えにした場合は作戦への反発が生まれてしまい、任務遂行に直接的な悪影響を及ぼす。